# The Big Bang Theory (9.ª temporada)
A nona temporada do seriado americano sitcom The Big Bang Theory começou a ser exibida na CBS na segunda-feira, 21 de setembro de 2015. Ele voltou para o seu dia regular na quinta-feira 5 de novembro de 2015 na ocasião do sétimo episódio da temporada. A nona temporada foi concluída em 12 de maio de 2016. Em 12 de março de 2014, The Big Bang Theory foi renovada por mais três anos, estendendo-o até a décima temporada em 2016–17 para um total de dez temporadas. Laura Spencer passou para o elenco principal durante a temporada como a Dr. Emily Sweeney, após ser do elenco recorrente por duas temporadas.
No Brasil, a nona temporada estreou no dia 28 de setembro de 2015 na Warner Channel

## Elenco
| - Johnny Galecki como Dr. Leonard Hofstadter - Jim Parsons como Dr. Sheldon Cooper - Kaley Cuoco como Penny - Simon Helberg como Howard Wolowitz - Kunal Nayyar como Dr. Rajesh "Raj" Koothrappali - Mayim Bialik como Dr. Amy Farrah Fowler - Melissa Rauch como Dr. Bernadette Rostenkowski-Wolowitz - Kevin Sussman como Stuart David Bloom - Laura Spencer como Dr. Emily Sweeney - Adam Nimoy - Elon Musk - Adam West | - Laurie Metcalf como Mary Cooper - John Ross Bowie como Dr. Barry Kripke - Wil Wheaton - Casey Sander como Mike Rostenkowski - Alessandra Torresani como Claire - Christine Baranski como Dr. Beverly Hofstadter - Brian Thomas Smith como Zach Johnson - Sara Gilbert como Leslie Winkle - Bob Newhart como Dr. Arthur Jeffries/Professor Proton - Stephen Hawking | - Jim Meskimen como um ministro - Melissa Tang como Mandy Chao - Keith Carradine como Wyatt - Megan Heyn como Natalie - Patrika Darbo como Grace - Michael Rapaport como Kenny - Stephen Merchant como Dave Gibbs - Analeigh Tipton como Vanessa Bennett - Wayne Wilderson como Travis - Jane Kaczmarek como Dr. Gallo - June Squibb como Meemaw - Creagen Dow como Maitre D' - Blake Anderson como Trevor - Judd Hirsch como Alfred Hofstadter |

## Episódios
| N.º na série | N.º na temp. | Título                                                                             | Dirigido por    | Escrito por | Exibição original       | Audiência EUA. (milhões) |
| ------------ | ------------ | ---------------------------------------------------------------------------------- | --------------- | --- | ----------------------- | ------------------------ |
| 184          | 1            | "The Matrimonial Momentum" "O Momento Matrimonial" (BR)                            | Mark Cendrowski | História por : Chuck Lorre & Jim Reynolds & Maria Ferrari Roteiro por : Steven Molaro & Steve Holland & Eric Kaplan                   | 21 de setembro de 2015  | 18.20                    |
| 185          | 2            | "The Separation Oscillation" "A Oscilação de Separação" (BR)                       | Mark Cendrowski | História por : Steven Molaro & Steve Holland & Tara Hernandez Roteiro por : Chuck Lorre & Jim Reynolds & Maria Ferrari                | 28 de setembro de 2015  | 15.23                    |
| 186          | 3            | "The Bachelor Party Corrosion" "A Corrosão da Festa de Despedida de Solteiro" (BR) | Mark Cendrowski | História por : Dave Goetsch & Jim Reynolds & Jeremy Howe Roteiro por : Steven Molaro & Steve Holland & Eric Kaplan                    | 5 de outubro de 2015    | 15.40                    |
| 187          | 4            | "The 2003 Approximation" "A Aproximação 2003" (BR)                                 | Mark Cendrowski | História por : Chuck Lorre & Steve Holland & Eric Kaplan Roteiro por : Steven Molaro & Maria Ferrari & Tara Hernandez                 | 12 de outubro de 2015   | 14.96                    |
| 188          | 5            | "The Perspiration Implementation" "A Implementação Transpiração" (BR)              | Mark Cendrowski | História por : Chuck Lorre & Eric Kaplan & Maria Ferrari Roteiro por : Steve Holland & Jim Reynolds & Saladin Patterson               | 19 de outubro de 2015   | 14.68                    |
| 189          | 6            | "The Helium Insufficiency" "A Insuficiência de Hélio" (BR)                         | Mark Cendrowski | História por : Steve Holland & Maria Ferrari & Anthony Del Broccolo Roteiro por : Steven Molaro & Eric Kaplan & Jim Reynolds          | 26 de outubro de 2015   | 16.32                    |
| 190          | 7            | "The Spock Resonance" "A Ressonância de Spock" (BR)                                | Nikki Lorre     | História por : Chuck Lorre & Jim Reynolds & Tara Hernandez Roteiro por : Steven Molaro & Steve Holland & Jeremy Howe                  | 5 de novembro de 2015   | 14.81                    |
| 191          | 8            | "The Mystery Date Observation" "A Observação de Data de Mistério" (BR)             | Mark Cendrowski | História por : Steven Molaro & Eric Kaplan & Jim Reynolds Roteiro por : Chuck Lorre & Steve Holland & Tara Hernandez                  | 12 de novembro de 2015  | 14.92                    |
| 192          | 9            | "The Platonic Permutation" "A Permutação Platônica" (BR)                           | Mark Cendrowski | História por : Jim Reynolds & Jeremy Howe & Tara Hernandez Roteiro por : Steve Holland & Maria Ferrari & Adam Faberman                | 19 de novembro de 2015  | 15.19                    |
| 193          | 10           | "The Earworm Reverberation" "A Reverberação Earworm" (BR)                          | Mark Cendrowski | História por : Eric Kaplan & Jim Reynolds & Saladin Patterson Roteiro por : Steven Molaro & Steve Holland & Jeremy Howe               | 10 de dezembro de 2015  | 15.27                    |
| 194          | 11           | "The Opening Night Excitation" "A Excitação da Noite de Abertura" (BR)             | Mark Cendrowski | História por : Steven Molaro & Eric Kaplan & Tara Hernandez Roteiro por : Steve Holland & Jim Reynolds & Maria Ferrari                | 17 de dezembro de 2015  | 17.23                    |
| 195          | 12           | "The Sales Call Sublimation" "A Sublimação do Plantão de Vendas" (BR)              | Mark Cendrowski | História por : Steve Holland & Jim Reynolds & Saladin K. Patterson Roteiro por : Steven Molaro & Maria Ferrari & Anthony Del Broccolo | 7 de janeiro de 2016    | 15.85                    |
| 196          | 13           | "The Empathy Optimization" "A Otimização Empatia" (BR)                             | Mark Cendrowski | História por : Chuck Lorre & Eric Kaplan & Dave Geotsch Roteiro por : Steven Molaro & Steve Holland & Saladin K. Patterson            | 14 de janeiro de 2016   | 15.75                    |
| 197          | 14           | "The Meemaw Materialization" "A Materialização do NEMA" (BR)                       | Mark Cendrowski | História por : Chuck Lorre & Jim Reynolds & Maria Ferrari Roteiro por : Steven Molaro & Steve Holland & Tara Hernandez                | 4 de fevereiro de 2016  | 15.29                    |
| 198          | 15           | "The Valentino Submergence" "A Submersão de Valentino" (BR)                        | Mark Cendrowski | História por : Steve Molaro & Jim Reynolds & Tara Hernandez Roteiro por : Steve Holland & Eric Kaplan & Jeremy Howe                   | 11 de fevereiro de 2016 | 16.25                    |
| 199          | 16           | "The Positive Negative Reaction" "A Reação Positiva e Negativa" (BR)               | Mark Cendrowski | História por : Eric Kaplan & Jim Reynolds & Saladin Patterson Roteiro por : Steven Molaro & Steve Holland & Maria Ferrari             | 18 de fevereiro de 2016 | 15.24                    |
| 200          | 17           | "The Celebration Experimentation" "A Experimentação de Celebração" (BR)            | Mark Cendrowski | História por : Chuck Lorre & Eric Kaplan & Jeremy Howe Roteiro por : Steven Molaro & Steve Holland & Tara Hernandez                   | 25 de fevereiro de 2016 | 15.94                    |
| 201          | 18           | "The Application Deterioration" "A Deterioração do Aplicativo" (BR)                | Mark Cendrowski | História por : Steven Molaro & Eric Kaplan & Adam Faberman Roteiro por : Steve Holland & Jim Reynolds & Maria Ferrari                 | 10 de março de 2016     | 14.68                    |
| 202          | 19           | "The Solder Excursion Diversion" "O Desvio de Excursão de Solda" (BR)              | Mark Cendrowski | História por : Bill Prady & Eric Kaplan & Maria Ferrari Roteiro por : Steven Molaro & Steve Holland & Saladin K. Patterson            | 31 de março de 2016     | 14.24                    |
| 203          | 20           | "The Big Bear Precipitation" "A Precipitação de Grande Urso" (BR)                  | Mark Cendrowski | História por : Chuck Lorre & Dave Goetsch & Tara Hernandez Roteiro por : Steven Molaro & Steve Holland & Jim Reynolds                 | 7 de abril de 2016      | 13.50                    |
| 204          | 21           | "The Viewing Party Combustion" "O Partido da Visão de Combustão" (BR)              | Mark Cendrowski | História por : Eric Kaplan & Maria Ferrari & Jeremy Howe Roteiro por : Steven Molaro & Steve Holland & Tara Hernandez                 | 21 de abril de 2016     | 14.16                    |
| 205          | 22           | "The Fermentation Bifurcation" "A Bifurcação de Fermentação" (BR)                  | Nikki Lorre     | História por : Steven Molaro & Jim Reynolds & Anthony Del Broccolo Roteiro por : Chuck Lorre & Steve Holland & Tara Hernandez         | 28 de abril de 2016     | 14.13                    |
| 206          | 23           | "The Line Substitution Solution" "A Solução Linha Substituição" (BR)               | Anthony Rich    | História por : Steve Holland & Saladin K. Patterson & Tara Hernandez Roteiro por : Steven Molaro & Eric Kaplan & Maria Ferrari        | 5 de maio de 2016       | 13.22                    |
| 207          | 24           | "The Convergence Convergence" "A Convergência de Convergência" (BR)                | Mark Cendrowski | História por : Steven Molaro & Tara Hernandez & Adam Faberman Roteiro por : Chuck Lorre & Steve Holland & Jeremy Howe                 | 12 de maio de 2016      | 14.73                    |